# George Godolphin Osborne (10. książę Leeds)
George Godolphin Osborne, 10. książę Leeds (ur. 18 września 1862, zm. 10 maja 1927) – brytyjski arystokrata i polityk.
Był synem George Godolphina Osborne’a, 9. księcia Leeds i Frances Georgiany Pitt-Rivers. 13 lutego 1884 roku ożenił się z Lady Katherine Frances Lambton, z którą miał pięcioro dzieci.